# Пасош Панаме
Пасош Панаме је јавна путна исправа која се држављанину Панаме издаје за путовање и боравак у иностранству, као и за повратак у земљу. 
За време боравка у иностранству, путна исправа служи њеном имаоцу за доказивање идентитета и као доказ о држављанству. Пасош Панаме се издаје за неограничен број путовања.

## Језици
Пасош је исписан шпанским језиком као и личне информације носиоца.

### Страница са идентификационим подацима
- Фотографија власника (дигитална слика штампана на страници)
- Тип (П)
- Кодират (ПАН)
- Националност
- Број пасоша
- Презиме
- Имена
- Секс (Пол)
- Лични број
- Место рођења (само земље на листи, чак и ако је рођен у Панами)
- Власт
- Носиочев потпис (дигитална слика штампана на страници)
- Датум издавања
- Рок трајања
- Стројночитљива зона почиње са П <ПАН